# Vithalsat fliköga
Vithalsat fliköga (Dyaphorophyia hormophora) är en fågel i familjen flikögon inom ordningen tättingar.

## Utseende och läte
Vithalsat fliköga är en knubbig och kortstjärtad art i familjen. Hanen är svart och vit, med vitt halsband runt hela halsen och ett mycket brett svart bröstband. Honan är mestadels kastanjebrun, med vit buk och mestadels grått huvud. Båda könen har blålila bar hud runt ögat. Lätena är mycket varierade, men består av upprepade toner med klara tutande eller grodlika ljud.

## Utbredning och systematik
Fågeln förekommer i Västafrika från Sierra Leone till Togo. Den behandlas som monotypisk, det vill säga att den inte delas in i några underarter.

## Levnadssätt
Vithalsat fliköga bebor regnskog, men även galleriskog, i låglänta eller medelhögt liggande områden. Den ses i undervegetation eller i de mellersta skikten i skogen.

## Status
Arten har ett stort utbredningsområde och beståndet anses stabilt. Internationella naturvårdsunionen IUCN listar den därför som livskraftig (LC).